# Kappahl
Kappahl (Eigenschreibweise: KappAhl) ist eine schwedische Modekette mit Sitz in Mölndal bei Göteborg. Kappahl betreibt mit ca. 4000 Angestellten annähernd 400 Ladengeschäfte in Schweden, Norwegen, Finnland und Polen. Außer dem Verkauf in den Ladengeschäften betreibt Kappahl einen Online-Shop für Schweden, Norwegen und Finnland.

## Unternehmensgeschichte

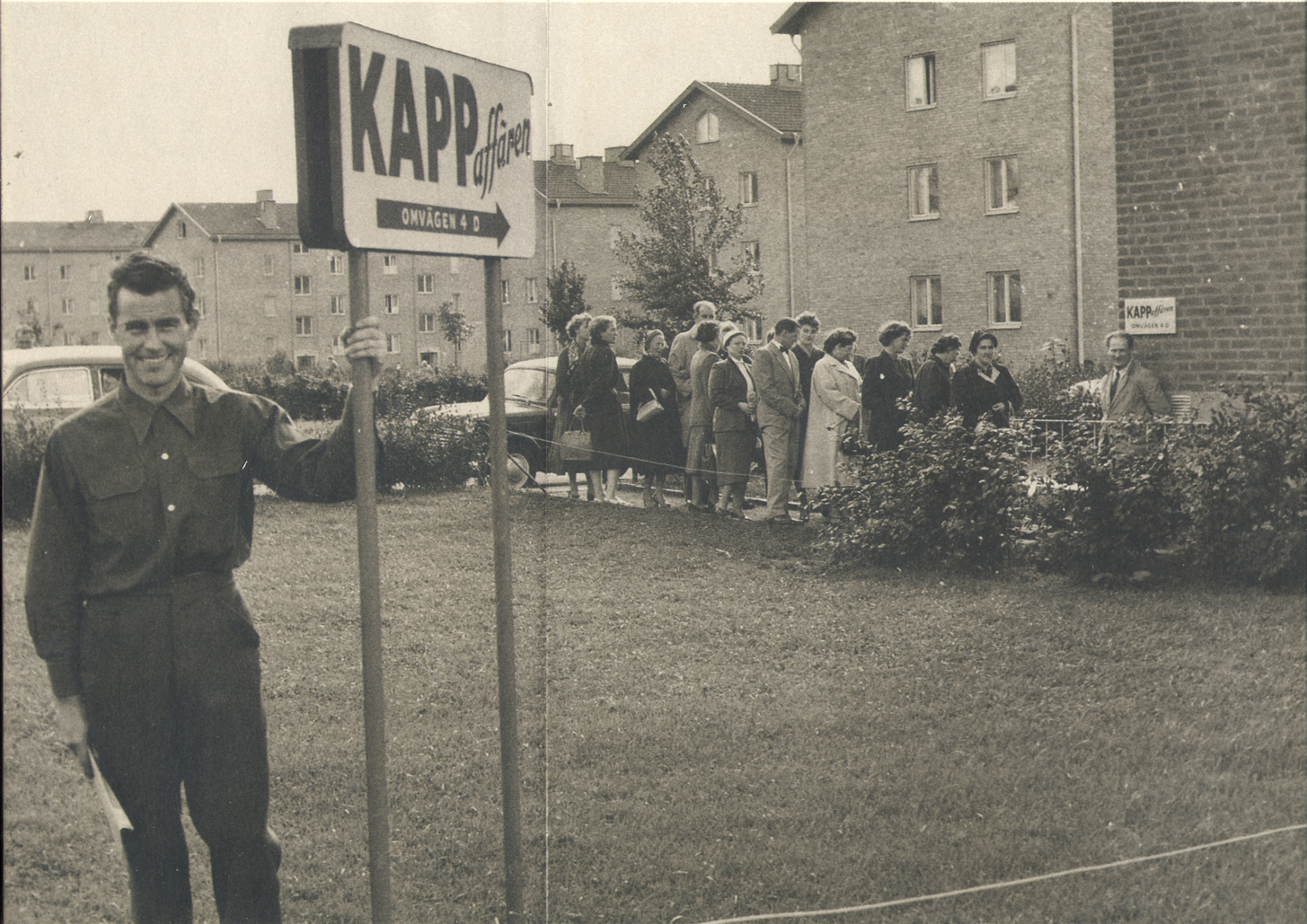
Per-Olof Ahl vor seinem ersten Ladengeschäft 1953.

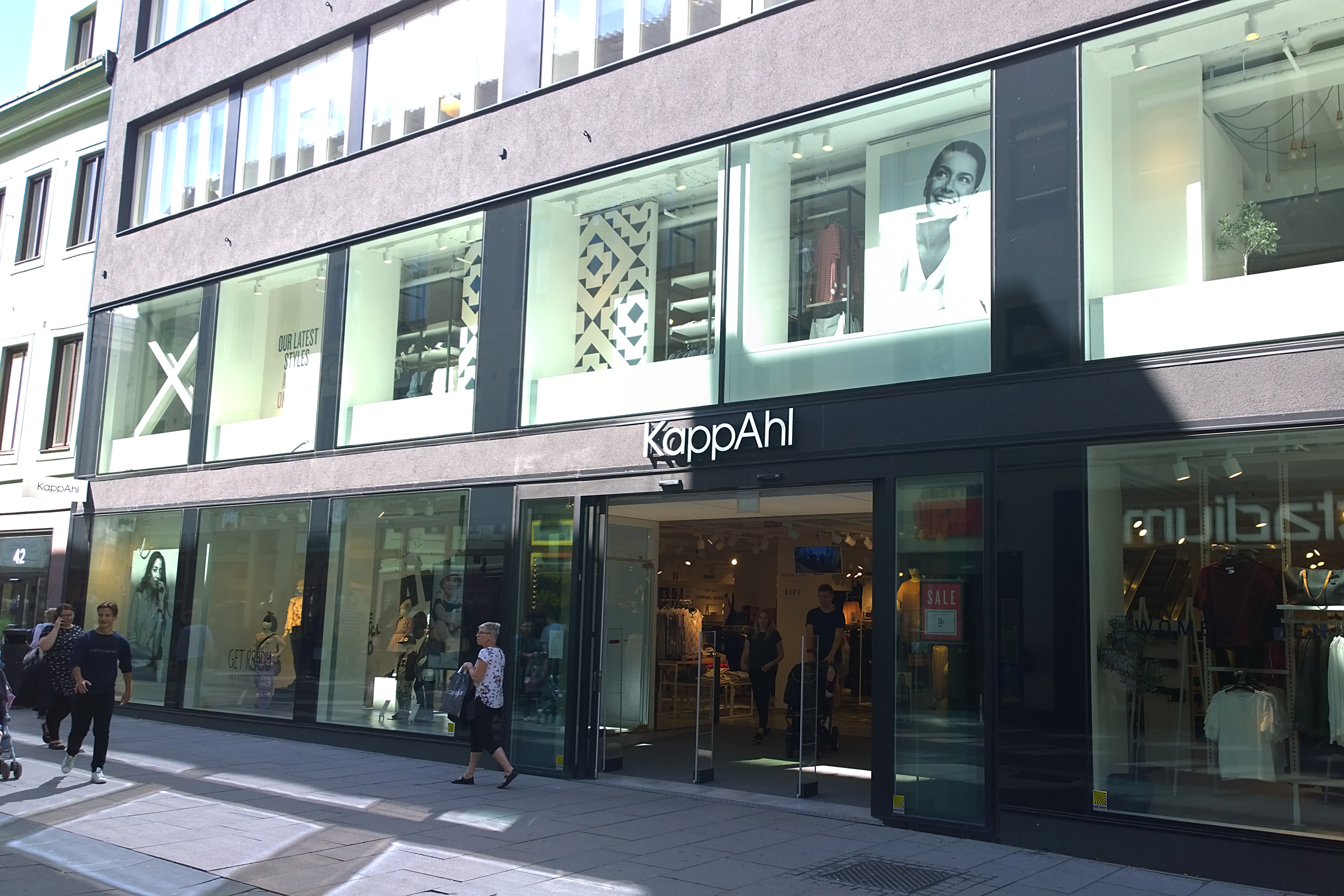
Kappahl in der Kungsgatan, Göteborg

Das erste Ladengeschäft wurde im Frühjahr 1953 im Göteborger Stadtteil Kallebäck eröffnet. Der Gründer Per-Olof Ahl verkaufte dort preisgünstige Damenmode. Da Ahl vorerst vor allem Mäntel (schwedisch: kappa) verkaufte, wurde er in der Presse bald „Kapp-Ahl“ genannt. 1954, ein Jahr nach Eröffnung, erwirtschaftete Kappahl bereits einen Umsatz von 4,5 Millionen Kronen. 1963 betrieb Kappahl 25 Ladengeschäfte in Schweden und setzte 50 Millionen Kronen um. Bis Ende der 1960er Jahre wurde das 50. Ladengeschäft eröffnet.
Anfang der 1970er Jahre erlebte Kappahl einen Umsatzeinbruch, unter anderem wegen Einfuhrbeschränkungen der schwedischen Textil- und Bekleidungsindustrie. Das Unternehmen suchte nach neuen Konzepten und begann mit dem Verkauf von Kinderkleidung.
1985 erreichte Kappahl einen Umsatz von einer Milliarde Kronen. Im selben Jahr wurde in Basel die erste Filiale im Ausland eröffnet. Gleichzeitig begann das Unternehmen mit dem Verkauf von Damenkleidern in Übergrößen. 1986 übergab Per-Olof Ahl die Leitung des Unternehmens an seinen Sohn Pieter Ahl. 1988 wurde das erste Ladengeschäft in Norwegen eröffnet.
1990 verkaufte Pieter Ahl das Unternehmen an die schwedische Konsumgenossenschaft Kooperativa Förbundet und verließ den Betrieb. Im selben Jahr wurde das erste Ladengeschäft in Finnland eröffnet. 1993, im vierzigsten Geschäftsjahr, erreichte der Umsatz zwei Milliarden Kronen. Das Unternehmen hatte nun über 130 Filialen in Schweden, Norwegen und Finnland. Der Betrieb in der Schweiz wurde allerdings eingestellt.
Das Unternehmen erwarb im Jahr 1997 die dänische Bekleidungskette McCoy.
1999 eröffnete Kappahl die erste Filiale in Polen und erweiterte zudem seine Geschäftstätigkeit in Norwegen durch den Zukauf der Bekleidungskette Adelsten.
In den Jahren 2000 und 2001 setzte Kappahl seine internationale Expansion in Polen und in der Tschechischen Republik fort. 2002, nach einem Managementwechsel, wurde der Geschäftsschwerpunkt wieder auf Schweden, Norwegen und Finnland gelegt. Die Tätigkeit in Tschechien und in Dänemark wurde eingestellt.
2011 startete Kappahl den Online-Handel in Schweden. Zwischen 2011 und 2013 steigerte Rune Andersson / Mellby Gård AB die Beteiligung durch Investitionen auf über 20 %. 2014 wurde der Online-Handel auf Norwegen und Finnland ausgeweitet.